# ACP2
ACP2 (лизосомальная кислая фосфатаза) — белок, кодируемый геном ACP2, расположенным на коротком плече 11-й хромосомы человека. Этот фермент катализирует превращение алифатических и ароматических моноэфиров ортофосфорной кислоты и синтезируется в лизосомах клеток.
Этот фермент участвует в лизисе углеводных субстратов. Лизосомальная кислая фосфатаза встречается в лизосомах всех клеток, однако наиболее характерна для инстерстициальных клеток, макрофагов и лейкоцитов крови. ACP2 является маркерным ферментом для данных типов клеток и локализована повсеместно — в матриксе лизосом, их мембране и цитозоле.
Наследственный дефицит лизосомальной кислой фосфатазы, вызванный мутацией в бета-субъединице гена ACP2, приводит к нарушениям обмена веществ.